# FinCEN Files
De FinCEN Files is een verzameling van 2.100 gelekte documenten van het Amerikaanse antiwitwasinstituut 'Financial Crimes Enforcement Network'. De documenten dateren van 1999 tot 2017 en tonen aan dat meerdere internationaal opererende banken betalingen hebben mogelijk gemaakt die ze zelf als verdacht aanmerkten. Het schandaal werd in september 2020 door onderzoeksjournalisten van het International Consortium of Investigative Journalists (ICIJ) naar buiten gebracht. Het gaat om in totaal een bedrag van meer dan $ 2.000 miljard.

## Onderzoek
In 2019 kwamen documenten van het Amerikaanse antiwitwasinstituut 'Financial Crimes Enforcement Network' in handen van BuzzFeed News. BuzzFeed News speelde ze aan het ICIJ door. Het ICIJ vormde een ploeg die uit een vierhonderdtal journalisten van 110 nieuwsgroepen uit 88 landen bestond. De doorgenomen documenten behandelen verdachte geldstromen van 1999 tot 2017 maar betreffen voornamelijk de periode van 2011 tot 2017. De verdachte geldstromen belopen samen meer dan 2.000 miljard Amerikaanse dollar. Onder meer JPMorgan en Deutsche Bank verwerkten respectievelijk $ 514 miljard en $ 1.300 miljard.

### België
Journalisten van De Tijd, Knack en Le Soir maakten deel uit van de journalisten die de documenten uitplozen. België dook 365 keer op in de 2.100 gelekte documenten. De vier Belgische grootbanken, ING, KBC, Belfius en BNP Paribas Fortis, kwamen erin voor. In een geval werd vanop een Belgische bankrekening een half miljard dollar in een keer overgeschreven naar een brievenbusfirma op de Britse Maagdeneilanden.
Vooral ING België bleek door haar correspondentbankdiensten en voormalig bijkantoor in Genève een spil in de verdachte geldstromen. In bijna de helft van de meldingen waarin België voorkomt, bleek de bank betrokken.
Belfius bleek dan weer voor honderden miljoenen tot een miljard dollar per jaar aan goud, van de in januari 2020 voor valsheid in geschriften en witwaspraktijken veroordeelde Tony Goetz, te hebben gekocht. In maart 2013 diende een Amerikaanse bank een 'suspicious activity report'(SAR) over 'Tony Goetz NV' bij FinCEN in. 'Tony Goetz NV' bleek 218 verdachte financiële transacties, goed voor 138 miljoen dollar, via een correspondentrekening van Belfius te hebben verricht. Toen de Amerikaanse bank in 2011 aan Belfius, toen nog Dexia geheten, informatie vroeg over een Surinaams bedrijf waarnaar Goetz geld overschreef, weigerde de bank de gevraagde informatie te geven. Volgens Belfius was dat volgens de interpretatie van de toenmalige regels niet mogelijk.

### Nederland
Journalisten van Trouw, Het Financieele Dagblad en het onderzoeksplatform Investico maakten deel uit van het vierhonderdtal journalisten dat de documenten doornam. Hun onderzoek wees uit dat Nederland een belangrijke rol speelde in het versassen van miljarden dollars vanuit Rusland naar het westen. Twee Nederlandse bedrijven, Schildershoven Finance BV en Tristane Capital, speelden hierin een sleutelrol door te handelen via de Poolse dochter van ING Groep, ING Bank Śląski.
Onder meer Roman Abramovitsj, de Russische oligarch die eigenaar is van de Engelse voetbalclub Chelsea, zou meer dan een miljard dollar aan betalingen via de ING-bankrekeningen van brievenbusfirma's hebben uitgevoerd.